# 陰城警察署
陰城警察署（ウムソンけいさつしょ）は、大韓民国忠北地方警察庁所管の警察署である。

## 管轄区域
- 陰城郡

## 沿革
- 1945年10月21日 - 開署
- 1993年10月23日 - 現在の庁舎が竣工。

## 組織
- 警務課
- 生活安全課
- 捜査課
- 警備交通課
- 情報保安課

## 管轄地区隊
- 雪城地区隊
- 金旺地区隊

## 管轄派出所
- 孟洞派出所
- 大所派出所
- 三成派出所
- 甘谷派出所

## 管轄治安センター
- 蘇伊治安センター
- 遠南治安センター
- 笙極治安センター